# Округ Тазвел (Илиноис)
Округ Тазвел (енгл. Tazewell County) је округ у америчкој савезној држави Илиноис.

## Демографија
По попису из 2010. године број становника је 135.394, што је 6.909 (5,4%) становника више него 2000. године.
| Група             | 2000.           | 2010.           |
| Белци             | 124.270 (96,7%) | 128.625 (95,0%) |
| Афроамериканци    | 1.131 (0,9%)    | 1.374 (1,0%)    |
| Азијати           | 665 (0,5%)      | 999 (0,7%)      |
| Хиспаноамериканци | 1.331 (1,0%)    | 2.514 (1,9%)    |
| Укупно            | 128.485         | 135.394         |